# Sechelt-Gibsons
Sechelt-Gibsons är en flygplats i Kanada.   Den ligger i provinsen British Columbia, i den sydvästra delen av landet, 3 600 km väster om huvudstaden Ottawa. Sechelt-Gibsons ligger 93 meter över havet.
Terrängen runt Sechelt-Gibsons är varierad. Havet är nära Sechelt-Gibsons åt sydväst. Närmaste större samhälle är Sechelt, 3,3 km nordväst om Sechelt-Gibsons. 
I omgivningarna runt Sechelt-Gibsons växer i huvudsak barrskog. Runt Sechelt-Gibsons är det mycket glesbefolkat, med 3 invånare per kvadratkilometer.